# Čuvena petorka
Čuvena petorka (zvanični alternativni naziv Pet prijatelja - na zadatku) je Canadian-francuska dečja crtana serija rađena po knjigama Inid Blajton. Radi se o deci detektivima koji bi želeli da postanu slavni detektivi. Imena svih epizoda počinju sa "slučaj".

## Emitovanje i sinhronizacija
U Srbiji, Crnoj Gori, Bosni i Hercegovini i Makedoniji serija je premijerno prikazana 2012. na kanalu Minimaks na srpskom jeziku. Sinhronizaciju je radio studio Studio. Nema DVD izdanja.

## Spisak epizoda
Postoji samo jedna sezona koja uključuje 26 epizoda u trajanju 20-25 minuta. Imena svih epizoda počinju sa "slučaj".
- 01 - Slučaj pirata slatkih pomfrita
- 02 - Slučaj biljke koja bi mogla da ti pojede kuću
- 03 - Slučaj nepristojno režećeg stvora
- 04 - Slučaj štapova i njihovih trikova
- 05 - Slučaj podlog plana za nestanak struje
- 06 - Slučaj lopova koji pije iz toaleta
- 07 - Slučaj eksplozije toplog vazduha
- 08 - Slučaj smrdljivog mirisa
- 09 - Slučaj pokvarenog detektiva
- 10 - Slučaj Alinog očajnog pevanja
- 11 - Slučaj srednjovekovnih lepotana
- 12 - Slučaj razmazanog remek dela
- 13 - Slučaj čoveka koji te primorava da kokodačeš
- 14 - Slučaj kriminalca ledenih prstiju
- 15 - Slučaj čudnih novčanica
- 16 - Slučaj osam ruku bez otisaka prstiju
- 17 - Slučaj cveća od kojeg vam se telo klima
- 18 - Slučaj čoveka koji dobro izgleda za dvehiljadegodišnjaka
- 19 - Slučaj proždrljive supstance
- 20 - Slučaj vrlo nevaspitanog surfera
- 21 - Slučaj kaktusa matorog pokvarenjaka i kaubojske čizme
- 22 - Slučaj foke koja ti sve kaže u lice
- 23 - Slučaj skijanje, skijanje i o ne!
- 24 - Slučaj ribe koja je preplivala mrežu
- 25 - Slučaj razbijenog i uništenog muzeja
- 26 - Slučaj zlatne medalje i gvozdenog konja

## Sinhronizacija
Informacije su preuzete iz odjavne špice.

### Likovi i uloge
Spisak glumaca naveden je u odjavnoj špici: Jelena Stojiljković, Sofija Juričan, Jelena Petrović, Marko Marković, Milan Tubić i Marko Mrđenović.
| Ime lika    | Glumac (srpska sinhronizacija) |
| ----------- | ------------------------------ |
| Džo Misra   | Sofija Juričan                 |
| Ali Kampbel | Jelena Stojiljković            |
| Maks Kirin  | Marko Marković                 |
| Dilan Kirin | Milan Tubić                    |
| Timi (pas)  | bez dijaloga                   |

### Producenti
| Uloga            | Izvođač                       |
| ---------------- | ----------------------------- |
| Prevod           | Jelena Janković, Ana Marković |
| Tonski snimatelj | Radovan Raša Spasojević       |
| Montaža          | Dejan Pavlović                |

## Spoljašnje veze
- Čuvena petorka na sajtu IMDb.
- Čuvena petorka na sajtu port.rs.